# Oliver Tietgen
Oliver Tietgen (* 1974) ist ein deutscher Filmproduzent und Filmregisseur.

## Leben
Tietgen studierte an der hanseatischen Akademie für Marketing und Medien in Hamburg und ist ein deutscher Filmproduzent und Filmregisseur. Sein erster Episodenfilm ABCs of Superheroes feierte 2015 auf dem Fantasy Filmfest Premiere und wurde im selben Jahr von der Convention Weekend Of Horrors als „Best Fun Feature“ ausgezeichnet. Sein Film gehörte zur offiziellen Auswahl des renommierten Brussels International Fantastic Film Festivals 2016.
Zuvor hatte  Tietgen als Musiker in der Hamburger Hip-Hop-Band Skunk Funk zusammen mit DJ exel. Pauly gewirkt. Enge Zusammenarbeit gibt es nach wie vor mit Mitgliedern der Band Fettes Brot, mit denen die Formation im Jahr 2001 den Titel Fast 30 veröffentlichte.
Später drehte Tietgen als Inhaber der Filmproduktionsfirma Boesewicht Film neben Kurz- und Werbefilmen auch Musikvideos. Im Jahr 2016 startete er das Hamburger Science-Fiction-Film-Projekt Violent Starr mit Matti Schindehütte, bei dem Tietgen zudem Drehbuch und Regie verantwortet.

## Werke (in Auswahl)
- Fettes Brot – Kannste Kommen, 2013 (2:19)
- Fettes Brot – KussKussKuss (Official), 2013 (3:34)
- Fettes Brot – KussKussKuss (Als wär’s ein D.A.F. Remix Official), 2013 (3:15)
- Fettes Brot – Teenager vom Mars (Official), 2015 (3:14)
- Fettes Brot – Meine Stimme feat. Fatoni, Felix Brummer, Kryptik Joe, 2015 (3:55)
- Fettes Brot – Können diese Augen lügen / Little Numbers feat. BOY, 2017 (4:34)
- Fantasy Filmfest – Trailer 2018 (0:30), Trailer 2019 (0:34)
- Fettes Brot – Robot Girl, 2019 (3:34)
- Fettes Brot – Brot weint nicht, 2022 (4:02)
- König Boris – Beste (Official Video), 2024 (3:16)